# 谢丽·霍华德
谢丽·霍华德（英語：Sherri Howard，1962年6月1日—），美国女子田径运动员。她曾代表美国参加1984年和1988年夏季奥林匹克运动会田径比赛，获得一枚金牌和一枚银牌。